# Kawauchi (Ehime)
El pueblo de Kawauchi (川内町 Kawauchi-chō?) fue un pueblo del distrito de Onsen en la región de Chuyo (中予地方 Chūyo-chihō?) de la prefectura de Ehime.

## Características
Antes de su fusión limitaba con el pueblo de Shigenobu del extinto distrito de Onsen (actualmente es parte de la ciudad de Toon), el pueblo de Tanbara del distrito de Shuso (en la actualidad es parte de la ciudad de Saijo); y el pueblo de Kuma y la villa de Omogo, ambos del distrito de Kamiukena (actualmente forman parte del pueblo de Kumakogen).
El 21 de septiembre de 2004 se fusiona con el vecino pueblo de Shigenobu, formando la nueva ciudad de Toon.
Cuenta con el onsen de Kawauchi.

## Accesos

### Autopista
- Autovía de Matsuyama
  - Intercambiador Kawauchi

### Rutas
- Ruta Nacional 11
- Ruta Nacional 494 (comparte la mayor parte de su trayecto por el pueblo con la Ruta Nacional 11).